# Charles-Albert Gounot
Charles-Albert Gounot CM (ur. 6 stycznia 1884 w Villeurbanne, zm. 20 czerwca 1953 w Tunisie) – francuski duchowny rzymskokatolicki, lazarysta, misjonarz, arcybiskup kartagiński i prymas Afryki.

## Życiorys
25 maja 1907 otrzymał święcenia prezbiteriatu i został kapłanem Zgromadzenia Misji.
14 sierpnia 1937 papież Pius XI mianował go koadiutorem arcybiskupa kartagińskiego oraz arcybiskupem tytularnym marcianopolitańskim. 28 października 1937 przyjął sakrę biskupią z rąk arcybiskupa paryskiego kard. Jeana Verdiera PSS. Współkonsekratorami byli arcybiskup Aix Clément-Émile Roques oraz biskup Montauban Elie-Antoine Durand.
16 maja 1939 zmarł arcybiskup kartagiński Alexis Lemaître MAfr. Tym samym abp Gounot objął archidiecezję i związany z nią tytuł prymasa Afryki.
Podczas II wojny światowej aktywnie popierał marszałka Philippa Pétaina i nawiązał ciepłe stosunki z rezydentem generalnym Francji w Tunezji Jeanem-Pierrem Estevą. Był niechętny niemieckiemu reżimowi narodowo-socjalistycznemu. Po inwazji aliantów na francuskie kolonie i w obliczu wkroczenia do Tunezji Niemców, abp Gounot zwrócił się do Estevy z udaną interwencją w sprawie uwolnienia więźniów politycznych, którzy mogliby być pojmani przez nazistów. Po wojnie jego zaangażowanie było przedmiotem krytyki.
Arcybiskupem kartagińskim był do śmierci 20 czerwca 1953.